# Клеве
Клеве (на немски: Kleve) е град в Германия, окръжен център, курорт, разположен в провинция Северен Рейн-Вестфалия.
Част от административен окръг Дюселдорф. Населението на града наброява 49 124 към 31 декември 2006 г. Заема площ от 97,79 км². Официален код – 05 1 54 036.

## История
Клеве е седалище на графовете и херцозите на Клеве. Името Клеве произлиза от „клиф“ – морена. През Х век на близкия хълм възниква малко селце. През 1092 година за първи път се среща името Cleve. През XI век граф Дитрих VI построява своята крепост и дава първите права на жителите на града. В края на XIII век гражданите получават право да гласуват за местен съвет. Големи пожари опостушават града през 1368 и 1528 година.

## Анна от Клеве
Една от кандидатките за ръката на крал Хенри VIII е Анна от Клеве (22 септември 1515 – 16 август 1557). По онова време Клеве е провинция, заемаща територия, съвпадаща с днешната германска провинция Северен Рейн-Вестфалия (Nordrhein-Westfalen). Томас Кромуел, съветник на Хенри VIII вярва, че това би бил един солиден съюз. По това време Хенри VIII вече е обезглавил втората си съпруга и търсенето на нова съпруга се оказва изключително деликатен и сложен процес.
За Европа заминава Ханс Холбайн (Hans Holbein d. J.), придворен художник, който рисува Анна и ред други кандидатки за ръката на английския владетел. Фаворитка на именития художник е Кристина Датска, племенница на Карл V. Кристина е против брака, а по повод предложението казва: „Ако имах две глави, бих предоставила едната от тях на разположение на негово кралско височество – краля на Англия!“
Ханс Холбайн рисува Анна и нейната по-млада, също неомъжена сестра, Амалия фон Клеве (1517 – 1586). Хенри VIII избира по портрета по-голямата сестра – Анна фон Клеве. Освен това съгледвачите на бъдещата булка също я хвалят щедро. Така на 6 октомври 1539 г. Хенри VIII подписва брачния договор. Анна получава зестра от 100 000 гулдена и заминава за Англия със свитата си от почти 300 души и още толкова коня.
Самият крал е силно разочарован от нея, намира облеклото ѝ за силно необичайно, а самата нея за груба и недодялана. В началото Хенри VIII протака брачната церемония и търси пътища да отмени брака. Пратеници заминават да проверят дали уговорения в детството ѝ брак с Франц I на Лотарингия е все още валиден. Опитите се оказват безплодни и на 6 януари 1540 г. брачното споразумение е подписано и от Анна.
На 9 юли 1540 г. брака е разтрогнат. Анна надживява Хенри и всичките му жени. Портретът ѝ от Холбайн сега е част от колекцията на Лувъра. Кромуел е обвинен в предателство и обезглавен на 28 юли 1540 г.
Две седмици след развода, Хенри VIII се жени за Катерина Хоуърд (Katharina Howard), една от придворните дами на Анна фон Клеве. Две години по-късно е хваната в изневяра и обезглавена.

## Известни личности
Родени в Клеве
- Хенриета Амалия фон Анхалт-Десау (1666 – 1726), принцеса
- Лудвиг фон Бранденбург (1666 – 1687), принц
- Агнес фон Клеве (1232 – 1285), графиня
- Анна фон Клеве (1495 – 1567), принцеса
- Филип фон Клеве (1467 – 1505), духовник
- Анахарсис Клотс (1755 – 1794), общественик
- Карл Фридрих фон Юлих-Клеве-Берг (1555 – 1575), принц
- Катарина фон Клеве (1417 – 1476), принцеса
- Дитрих I фон Фалкенбург (1192 – 1227), благородник
- Магдалена фон Юлих-Клеве-Берг (1553 – 1633), принцеса
- Мария Елеонора фон Юлих-Клеве-Берг (1550 – 1608), принцеса
- Сибила фон Юлих-Клеве-Берг (1557 – 1628), принцеса